# Märta Oxenstierna
Märta Gabrielsdotter Oxenstierna, född 25 juli 1549 i Estuna församling, död omkring 1590, var en svensk hovfunktionär.

## Biografi
Märta Oxenstierna föddes 1549 på Mörby slott i Estuna socken. Hon var dotter till Gabriel Kristiernsson (Oxenstierna) och Beata Eriksdotter Trolle. Oxenstierna var hovfröken hos drottning Katarina Jagellonica. Hon avled omkring 1590.

### Familj
Oxenstierna gifte sig 12 augusti 1582 på Uppsala slott då konung Johan III gjorde bröllopet, med ryttmästaren Casper Tiesenhausen. Efter Oxenstiernas död gifte Tiesenhausen om sig med Sofia van der Reck, dotter av Mattias van der Reck och Sofia Virck.